# 茲韋茲達拉

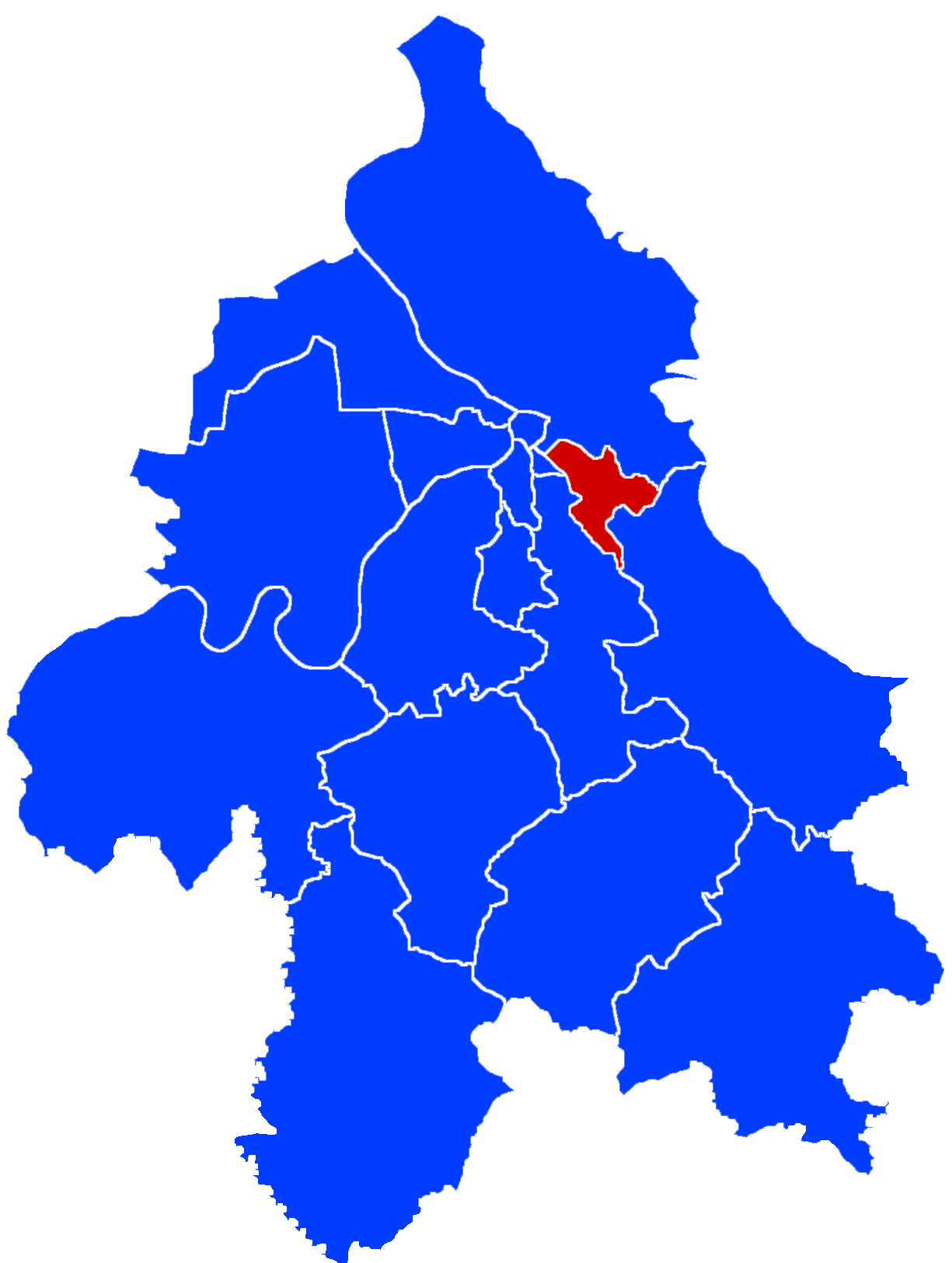

茲韋茲達拉（Звездара）是塞爾維亞首都貝爾格勒的十七個自治市之一，位於貝爾格勒市中心的東南部。直到1930年代為止，茲韋茲達拉都還是一片農村，尚未城市化。1930年代之後，這裡才逐漸成為貝爾格勒的一部分，但仍是貝爾格勒的農業區。

## 外部連結
- Municipality of Zvezdara （页面存档备份，存于）
- Zvezdara Theatre （页面存档备份，存于）
- Zvezdara Observatory （页面存档备份，存于）
- Protect Zvezdara forest （页面存档备份，存于）